# Камора (часть оружия)
Ка́мора:
- Зарядная камора[4], зарядник — полость в задней (казённой) части канала ствола артиллерийского орудия, в которой помещаются запоясковая часть снаряда и пороховой заряд (в гильзе или в зарядном картузе) при заряжании. Камора казнозарядного нарезного орудия имеет гладкие стенки и больший диаметр, чем остальная часть канала ствола. В ранних казнозарядных орудиях для перезаряжания могли использоваться съёмные каморы.
- Внутренняя полость снаряда для размещения разрывного заряда, поражающего или специального (осветительного, дымового, зажигательного, шумового и другого) снаряжения.
- Цилиндрический канал в револьверном барабане, служащий для размещения патрона (заряда).
- Г-образный отвод на стволе автомата (АК) для отвода газов в газовую трубку.

В русском языке то, что в артиллерии и револьвере называется каморой, в прочем стрелковом оружии именуется патронником, но при этом «камора» — и устаревшее наименование патронника. Во многих иностранных языках такого различия и вовсе не делается.